# Jaime Jaquez
Jaime Jaquez Jr (ur. 18 lutego 2001 w Irvine) – meksykański koszykarz, występujący na pozycjach rzucającego obrońcy lub niskiego skrzydłowego, posiadający także amerykańskie obywatelstwo, reprezentant Meksyku, od 2023 zawodnik Miami Heat.
W 2023 reprezentował Miami Heat podczas rozgrywek letniej ligi NBA w Sacramento.

## Osiągnięcia
Stan na 4 czerwca 2024, na podstawie, o ile nie zaznaczono inaczej.
NCAA
- Uczestnik rozgrywek:
  - NCAA Final Four (2021)
  - Sweet 16 turnieju NCAA (2021–2023)
- Mistrz sezonu regularnego konferencji Pac-12 (2023)
- Koszykarz roku konferencji Pac-12 (2023)
- Laureat nagrody Lute Olson Award (2023)
- Zaliczony do:
  - I składu:
    - Pac-12 (2022, 2023)
    - defensywnego Pac-12 (2021, 2022)
    - turnieju Pac-12 (2022, 2023)

  - II składu:
    - All-American (2023)
    - Pac-12 (2021)

  - składu honorable mention Pac-12 All-Freshman (2020)
- Koszykarz tygodnia konferencji Pac-12 (7.03.2022, 19.12.2022, 13.02.2023, 6.03.2023)
- Najlepszy pierwszoroczny koszykarz tygodnia konferencji Pac-12 (3.02.2020)

NBA
- Zaliczony do I składu debiutantów NBA (2024)[4]
- Uczestnik:
  - konkursu wsadów (2024)[5]
  - turnieju Panini Rising Stars (2024 – Team Pau)[6]

Reprezentacja
- Uczestnik igrzysk panamerykańskich (2019 – 7. miejsce)